# Platinum Triangle
Platinum Triangle (pol. Platynowy Trójkąt) – nieoficjalna nazwa trzech, uważanych za najdroższe, sąsiadujących ze sobą obszarów na obszarze metropolitalnym Los Angeles. Platinum Triangle znajduje się w Westside i w jego skład zalicza się dwie dzielnice Los Angeles Bel Air i Holmby Hills oraz miasto Beverly Hills. Posiadłości na tym obszarze są jednymi z najdroższych w całych Stanach Zjednoczonych.
Dystrykt o takiej samej nazwie znajduje się także w mieście Anaheim znajdującym się w sąsiadującym z Los Angeles Hrabstwie Orange.